# Числовой луч

Числовой луч

Числовой луч — графическое представление неотрицательных чисел в виде луча. На луче, как правило, отмечены натуральные числа. Расстояние между соседними точками равно единице измерения (единичный отрезок), которая задаётся произвольно. Началу луча ставится в соответствие число 0. Луч, как правило, ориентирован вправо. Числовой луч является частью числовой оси.
Числовой луч играет большую роль при иллюстрации понятия «натуральный ряд чисел», позволяет сравнивать натуральные числа, ориентируясь на их расположение на числовом луче, позволяет выполнять приёмы присчитывания и отсчитывания по частям с опорой на числовой луч. Другая роль числового луча состоит в том, что, используя это понятие, можно познакомить детей с прямоугольной системой координат (числовой или координатный угол), отрицательными числами (числовая прямая).
Добавление к понятию натуральных чисел операции деления приводит к появлению множества рациональных чисел, которое также может быть отображено на числовом луче, где оно будет расположено плотно, однако они занимают не весь луч. Можно доказать, например используя теорему Пифагора, что на числовом луче среди рациональных чисел имеются лакуны — вещественные числа. Можно, используя принцип вложенных на числовом луче интервалов Вейерштрасса, единственным образом определить каждое вещественное число. При этом за интервалы берутся отрезки с концами на точках, отображающих рациональные числа на числовом луче. Метод Вейерштрасса базируется на геометрических построениях древнегреческого математика Евдокса Книдского.